# سليم البرديني
سليم علي محمد البرديني (أبو خالد؛ 1 يناير 1945) سياسي فلسطيني وعسكري سابق برتبة لواء، يشغل منذ 4 فبراير 2017 منصب الأمين العام للجبهة العربية الفلسطينية خلفًا لجميل شحادة، كما أنه عضو في اللجنة التنفيذية لمنظمة التحرير الفلسطينية.

## سيرته
وُلد سليم علي محمد البرديني في قطاع غزة عام 1945، وانضم عام 1967 لقوات الثورة الفلسطينية المعاصرة، وشارك في كافة معارك الثورة، ومنذ عام 1982 أصبح عضوًا في المجلس الوطني الفلسطيني، كما أصبح منذ عام 1987 المسؤول العسكري للجبهة العربية الفلسطينية.
شغل مركز أمين سر اللجنة المركزية للجبهة العربية الفلسطينية، وأصبح عضوًا في المجلس المركزي الفلسطيني، كما تولى منصب نائب مدير عام الشرطة الفلسطينية وتدرج في الرتب العسكرية إلى أن حصل على رتبة لواء.
في 4 فبراير 2017 أصبح أمينًا عامًا للجبهة العربية الفلسطينية خلفًا لأمينها العام الراحل جميل شحادة الذي توفي في 31 يناير 2017، كما تولى البرديني منذ 30 أبريل 2018 منصب عضو اللجنة التنفيذية لمنظمة التحرير الفلسطينية وهي أعلى سلطة في المنظمة.

## أوسمة
في أغسطس 2013 منحه الرئيس الفلسطيني محمود عباس تشكيلًا من الأنواط والميداليات العسكرية الفلسطينية تقديرًا لدوره الوطني.